# Johan Jacob Woxen
Johan Jacob Woxen, född 16 november 1856 i Kristiania, död där 29 november 1920, var en norsk ämbetsman. 
Woxen blev student 1874 och juris kandidat 1883. Samma år anställdes han i finans- och tulldepartementet, där han 1890 blev byråchef, varefter han 1897 blev gränsinspektör, 1901 tullinspektör i Fredrikshald, 1903 i det då inrättade sunnanfjällska gränstulldistriktet och utnämndes 1906 till distriktstullinspektör i Kristiania. 
På dessa poster organiserade Woxen gränstullkontrollen efter upphävandet av mellanrikslagen 1897 och unionsupplösningen 1905, liksom han nedlade ett tämligen stort arbete i utvecklingen av Norges tulladministration i det hela. Han skrev bland annat Les finances de la Norvège och Norges Statsgjæld 1814–1900 (1900).